# Hofanlage Dorfring 5
Die Hofanlage Dorfring 5 in Dötlingen stammt vom 18. bis 20. Jahrhundert.
Aktuell (2023) wird sie landwirtschaftlich genutzt.
Die Gebäude stehen unter Denkmalschutz (siehe auch Liste der Baudenkmale in Dötlingen).

## Geschichte
Die Hofanlage besteht aus
- dem eingeschossigen giebelständigen massiven verklinkerten Wohn- und Wirtschaftsgebäude von 1873 (Inschrift) als Vierständer-Hallenhaus mit älterem Kern von um 1800 in Zweiständerkonstruktion, dem Krüppelwalmdach mit Niedersachsengiebel und Uhlenloch, der Verlängerung von 1914 und den Traufseiten von 1791 in Fachwerk mit Steinausfachungen,[2]
- der eingeschossigen giebelständigen Scheune von um 1920 mit Quereinfahrt, Satteldach und verbretterten Giebeln,[3]
- der kleinen Bleichhütte aus der ersten Hälfte des 19. Jahrhunderts in verbrettertem Fachwerk und mit Satteldach
- der Einfriedung von um 1890 aus Bruchsteinmauer mit Steinplattenabdeckung und Einfahrt mit zwei Pfeilern mit Quaderabdeckungen als Dreiecksgiebel.

Das Landesdenkmalamt befand: „… Dorfring 5 hat als Teil der Gruppe ‘Dorfkern Dötlingen’ geschichtliche und städtebauliche Bedeutung … .“